# Toda Tadamasa
Toda Tadamasa (戸田忠昌, , 1632 - 05 de agosto de 1699), foi um samurai que viveu no Período Edo da História do Japão, atuou em importantes postos do xogunato Tokugawa , incluindo Rōjū e Kyoto Shoshidai. 

| Precedido por Toda Tadayoshi    | 3º Daimyō de Tawara (Toda) 1647-1664   | Sucedido por Miyake Yasukatsu     |
| Precedido por Yamazaki Ieharu   | 1º Daimyō de Amakusa (Toda) 1664-1671  | Sucedido por ninguém              |
| Precedido por Itakura Shigetane | 1º Daimyō de Iwatsuki (Toda) 1682-1686 | Sucedido por Matsudaira Tadachika |
| Precedido por Ōkubo Tadatomo    | 1º Daimyō de Sakura (Toda) 1686-1699   | Sucedido por Toda Tadazane        |
| Precedido por Nagai Naotsune    | 7º Kyoto Shoshidai 1678-1681           | Sucedido por Inaba Masamichi      |